# Guardas Vermelhos (Estados Unidos)
Os Guardas Vermelhos foram grupos heterogêneos da extrema-esquerda estadunidenses que proclamaram o marxismo-leninismo-maoismo, especificamente o chamado Principalmente Maoismo. Se originaram em Los Angeles com outros ramos operando em Austin, Kansas City, Pittsburgh e Charlotte, bem como em St. Louis e San Marcos. O nome dos grupos era uma homenagem aos Guardas Vermelhos que operaram sob Mao Zedong na República Popular da China durante a Revolução Cultural.
A partir de 2015, os Guardas Vermelhos lançaram uma campanha anti-eleitoral, pressionando por um boicote às eleições presidenciais de 2016, com o slogan "Não vote, revolte!". Em 18 de julho de 2016, os Guardas Vermelhos de Austin fizeram uma demonstração de solidariedade ao movimento Black Lives Matter. Os Guardas Vermelhos mais tarde criticariam fortemente o modo de operação do BLM, bem como sua liderança, afirmando que o movimento seria confrontado por "apologistas dos porcos".